# Trojebratskij
Trojebratskij (kazakiska: Troebratskīy, ryska: Троебратский) är en ort i Kazakstan.   Den ligger i oblystet Qostanaj, i den norra delen av landet, 500 km nordväst om huvudstaden Astana. Trojebratskij ligger 161 meter över havet och antalet invånare är 2 951.
Terrängen runt Trojebratskij är mycket platt. Runt Trojebratskij är det mycket glesbefolkat, med 5 invånare per kvadratkilometer. Det finns inga andra samhällen i närheten. Trakten runt Trojebratskij består till största delen av jordbruksmark.